# Olympische Sommerspiele 2024/Teilnehmer (Jamaika)
| Gelbes Symbol für Goldmedaillen mit stilisierten Olympischen Ringen | Graues Symbol für Silbermedaillen mit stilisierten Olympischen Ringen | Braundes Symbol für Bronzemedaillen mit stilisierten Olympischen Ringen |
| ------------------------------------------------------------------- | --------------------------------------------------------------------- | ----------------------------------------------------------------------- |
| 1                                                                   | 3                                                                     | 2                                                                       |

Jamaika nahm an den Olympischen Spielen 2024 vom 26. Juli bis zum 11. August 2024 in Paris teil. Es war die insgesamt 20. Teilnahme an Olympischen Sommerspielen.

## Teilnehmer nach Sportarten

### Judo
Über die IJF-Weltrangliste konnte sich ein jamaikanischer Judoka im Superleichtgewicht der Männer qualifizieren.
| Athleten        | Wettbewerb       | 1. Runde  | 1. Runde | 2. Runde | 2. Runde | Achtelfinale | Achtelfinale | Viertelfinale | Viertelfinale | Halbfinale / Trostrunde | Halbfinale / Trostrunde | Finale / Platz 3 | Finale / Platz 3 | Rang |
| Athleten        | Wettbewerb       | Gegner    | Ergebnis | Gegner   | Ergebnis | Gegner       | Ergebnis     | Gegner        | Ergebnis      | Gegner                  | Ergebnis                | Gegner           | Ergebnis         | Rang |
| --------------- | ---------------- | --------- | -------- | -------- | -------- | ------------ | ------------ | ------------- | ------------- | ----------------------- | ----------------------- | ---------------- | ---------------- | ---- |
| Männer          |                  |           |          |          |          |              |              |               |               |                         |                         |                  |                  |      |
| Ashley McKenzie | Klasse bis 60 kg | H. Makabr | 10s1:0s2 | —        | —        | S. Yıldız    | 0s2:1s2      | ausgeschieden | ausgeschieden | ausgeschieden           | ausgeschieden           | ausgeschieden    | ausgeschieden    | 9    |

### Leichtathletik
Jamaikanische Leichtathleten hatten die Olympianormen des Weltverbandes in diversen Disziplinen erreicht. In einigen Disziplinen erreichten mehr als drei Athleten die Normen, sodass der Verband wählen durfte, welche Athleten er nach Paris schickte. Zudem qualifizierten sich bei den World Athletics Relays 2024 vier jamaikanische Staffeln.
Laufen und Gehen
| Athleten                                                                                                   | Wettbewerb   | Vorlauf        | Vorlauf | Halbfinale    | Halbfinale    | Finale        | Finale        | Rang          |
| Athleten                                                                                                   | Wettbewerb   | Zeit           | Rang    | Zeit          | Rang          | Zeit          | Rang          | Rang          |
| --- | ------------ | -------------- | ------- | ------------- | ------------- | ------------- | ------------- | ------------- |
| Frauen |              |                |         |               |               |               |               |               |
| Tia Clayton                                                                                                | 100 m        | 11,00 s        | 2       | 10,886 s      | 1             | 11,04 s       | 7             | 7             |
| Shelly-Ann Fraser-Pryce                                                                                    | 100 m        | 10,92 s        | 2       | DNS           | DNS           | ausgeschieden | ausgeschieden | ausgeschieden |
| Shashalee Forbes                                                                                           | 100 m        | 11,19 s        | 2       | 11,20 s       | 6             | ausgeschieden | ausgeschieden | ausgeschieden |
| Niesha Burgher                                                                                             | 200 m        | 22,54 s        | 2       | 22,64 s       | 5             | ausgeschieden | ausgeschieden | ausgeschieden |
| Shericka Jackson                                                                                           | 200 m        | DNS            | DNS     | DNS           | DNS           | DNS           | DNS           | DNS           |
| Lanae-Tava Thomas                                                                                          | 200 m        | 22,70 s        | 2       | 22,77 s       | 5             | ausgeschieden | ausgeschieden | ausgeschieden |
| Junelle Bromfield                                                                                          | 400 m        | 51,36 s        | 3       | 51,93 s       | 8             | ausgeschieden | ausgeschieden | ausgeschieden |
| Nickisha Pryce                                                                                             | 400 m        | 50,02 s        | 1       | 50,77 s       | 4             | ausgeschieden | ausgeschieden | ausgeschieden |
| Stacey-Ann Williams                                                                                        | 400 m        | 50,16 s SB     | 2       | 50,79 s       | 7             | ausgeschieden | ausgeschieden | ausgeschieden |
| Natoya Goule-Toppin                                                                                        | 800 m        | 1:58,66 min    | 1       | 1:59,14 min   | 6             | ausgeschieden | ausgeschieden | ausgeschieden |
| Adelle Tracey                                                                                              | 800 m        | 2:03,47 min SB | 8       | ausgeschieden | ausgeschieden | ausgeschieden | ausgeschieden | ausgeschieden |
| Adelle Tracey                                                                                              | 1500 m       | 4:09,33 min SB | 13      | ausgeschieden | ausgeschieden | ausgeschieden | ausgeschieden | ausgeschieden |
| Janeek Brown                                                                                               | 100 m Hürden | 12,84 s        | 3       | 12,92 s       | 7             | ausgeschieden | ausgeschieden | ausgeschieden |
| Ackera Nugent                                                                                              | 100 m Hürden | 12,65 s        | 1       | 12,44 s       | 3             | DNF           | DNF           | DNF           |
| Danielle Williams                                                                                          | 100 m Hürden | 12,59 s        | 1       | 12,82 s       | 6             | ausgeschieden | ausgeschieden | ausgeschieden |
| Rushell Clayton                                                                                            | 400 m Hürden | 54,32 s        | 1       | 53,00 s       | 1             | 52,68 s       | 5             | 5             |
| Janieve Russell                                                                                            | 400 m Hürden | 54,67 s        | 3       | 54,65 s       | 4             | ausgeschieden | ausgeschieden | ausgeschieden |
| Shiann Salmon                                                                                              | 400 m Hürden | 53,95 s        | 2       | 53,13 s PB    | 3             | 53,29 s       | 6             | 6             |
| Tia Clayton Shashalee Forbes Kemba Nelson Alana Reid                                                       | 4 × 100 m    | 42,35 s SB     | 3       | —             | —             | 42,29 s SB    | 5             | 5             |
| Shiann Salmon Stephenie Ann McPherson Ashley Williams Charokee Young Stacey-Ann Williams Andrenette Knight | 4 × 400 m    | 3:24,92 min SB | 1       | —             | —             | DNF           | DNF           | DNF           |
| Männer |              |                |         |               |               |               |               |               |
| Ackeem Blake                                                                                               | 100 m        | 10,056 s       | 2       | 10,06 s       | 5             | ausgeschieden | ausgeschieden | ausgeschieden |
| Oblique Seville                                                                                            | 100 m        | 9,99 s         | 1       | 9,81 s        | 1             | 9,91 s        | 8             | 8             |
| Kishane Thompson                                                                                           | 100 m        | 10,00 s        | 1       | 9,80 s        | 1             | 9,79 s        | 2             | Silber        |
| Andrew Hudson                                                                                              | 200 m        | 20,53 s        | 4       | ausgeschieden | ausgeschieden | ausgeschieden | ausgeschieden | ausgeschieden |
| Bryan Levell                                                                                               | 200 m        | 20,47 s        | 4       | 20,93 s       | 8             | ausgeschieden | ausgeschieden | ausgeschieden |
| Sean Bailey                                                                                                | 400 m        | 44,68 s        | 5       | DNF           | DNF           | ausgeschieden | ausgeschieden | ausgeschieden |
| Jevaughn Powell                                                                                            | 400 m        | 45,12 s        | 3       | 44,91 s       | 4             | ausgeschieden | ausgeschieden | ausgeschieden |
| Deandre Watkin                                                                                             | 400 m        | 45,97 s        | 7       | ausgeschieden | ausgeschieden | ausgeschieden | ausgeschieden | ausgeschieden |
| Navasky Anderson                                                                                           | 800 m        | 1:46,82 min    | 5       | ausgeschieden | ausgeschieden | ausgeschieden | ausgeschieden | ausgeschieden |
| Orlando Bennett                                                                                            | 110 m Hürden | 13,35 s        | 2       | 13,09 s PB    | 1             | 13,34 s       | 7             | 7             |
| Rasheed Broadbell                                                                                          | 110 m Hürden | 13,42 s        | 2       | 13,21 s       | 1             | 13,09 s SB    | 3             | Bronze        |
| Hansle Parchment                                                                                           | 110 m Hürden | 13,430 s       | 5       | 13,19 s =SB   | 3             | 13,39 s       | 8             | 8             |
| Roshawn Clarke                                                                                             | 400 m Hürden | 48,17 s        | 1       | 48,34 s       | 2             | DNF           | DNF           | DNF           |
| Jaheel Hyde                                                                                                | 400 m Hürden | 49,08 s        | 2       | 50,03 s       | 7             | ausgeschieden | ausgeschieden | ausgeschieden |
| Malik James-King                                                                                           | 400 m Hürden | 48,21 s        | 1       | 48,85 s       | 7             | ausgeschieden | ausgeschieden | ausgeschieden |
| Ackeem Blake Jelani Walker Jehlani Gordon Kishane Thompson                                                 | 4 × 100 m    | 38,45 s SB     | 4       | —             | —             | ausgeschieden | ausgeschieden | ausgeschieden |
| Mixed |              |                |         |               |               |               |               |               |
| Reheem Hayles Junelle Bromfield Zandrion Barnes Stephenie Ann McPherson                                    | 4 × 400 m    | 3:11,06 min NR | 3       | —             | —             | 3:11,67 min   | 5             | 5             |

Springen und Werfen
| Athleten            | Wettbewerb  | Qualifikation | Qualifikation | Finale        | Finale        | Rang   |
| Athleten            | Wettbewerb  | Weite/Höhe    | Rang          | Weite/Höhe    | Rang          | Rang   |
| ------------------- | ----------- | ------------- | ------------- | ------------- | ------------- | ------ |
| Frauen              |             |               |               |               |               |        |
| Lamara Distin       | Hochsprung  | 1,88 m        | 24            | ausgeschieden | ausgeschieden | 24     |
| Chanice Porter      | Weitsprung  | 6,48 m        | 17            | ausgeschieden | ausgeschieden | 17     |
| Ackelia Smith       | Weitsprung  | 6,59 m        | 10            | 6,66 m        | 8             | 8      |
| Shanieka Ricketts   | Dreisprung  | 14,47 m       | 2             | 14,87 m SB    | 2             | Silber |
| Ackelia Smith       | Dreisprung  | 14,09 m       | 10            | 14,42 m       | 7             | 7      |
| Kimberly Williams   | Dreisprung  | 13,77 m       | 20            | ausgeschieden | ausgeschieden | 20     |
| Lloydricia Cameron  | Kugelstoßen | 18,02 m SB    | 14            | ausgeschieden | ausgeschieden | 14     |
| Danniel Thomas-Dodd | Kugelstoßen | 18,12 m       | 13            | ausgeschieden | ausgeschieden | 13     |
| Samantha Hall       | Diskuswurf  | 54,94 m       | 31            | ausgeschieden | ausgeschieden | 31     |
| Männer              |             |               |               |               |               |        |
| Romaine Beckford    | Hochsprung  | 2,24 m        | 8             | 2,22 m        | 10            | 10     |
| Tajay Gayle         | Weitsprung  | 7,78 m        | 19            | ausgeschieden | ausgeschieden | 19     |
| Carey McLeod        | Weitsprung  | 7,90 m        | 11            | 7,82 m        | 12            | 12     |
| Wayne Pinnock       | Weitsprung  | 7,96 m        | 7             | 8,36 m        | 2             | Silber |
| Jaydon Hibbert      | Dreisprung  | 16,99 m       | 6             | 17,61 m       | 4             | 4      |
| Jordan Scott        | Dreisprung  | 16,36 m       | 24            | ausgeschieden | ausgeschieden | 24     |
| Rajindra Campbell   | Kugelstoßen | 21,05 m       | 10            | 22,15 m       | 3             | Bronze |
| Ralford Mullings    | Diskuswurf  | 65,18 m       | 7             | 65,61 m       | 9             | 9      |
| Traves Smikle       | Diskuswurf  | 65,91 m       | 5             | 64,97 m       | 10            | 10     |
| Rojé Stona          | Diskuswurf  | 65,32 m       | 6             | 70,00 m OR    | 1             | Gold   |

### Schwimmen
| Athleten    | Wettbewerb          | Vorlauf | Vorlauf | Halbfinale    | Halbfinale    | Finale        | Finale        | Rang |
| Athleten    | Wettbewerb          | Zeit    | Rang    | Zeit          | Rang          | Zeit          | Rang          | Rang |
| ----------- | ------------------- | ------- | ------- | ------------- | ------------- | ------------- | ------------- | ---- |
| Frauen      |                     |         |         |               |               |               |               |      |
| Sabrina Lyn | 50 m Freistil       | 26,08 s | 29      | ausgeschieden | ausgeschieden | ausgeschieden | ausgeschieden | 29   |
| Männer      |                     |         |         |               |               |               |               |      |
| Josh Kirlew | 100 m Schmetterling | 54,66 s | 36      | ausgeschieden | ausgeschieden | ausgeschieden | ausgeschieden | 36   |

### Wasserspringen
Durch die Neuverteilung ungenutzter Quotenplätze erhielt Jamaika einen Startplatz im Kunstspringen der Männer.
| Athleten           | Wettbewerb        | Vorkampf | Vorkampf | Halbfinale | Halbfinale | Finale        | Finale        | Rang |
| Athleten           | Wettbewerb        | Punkte   | Rang     | Punkte     | Rang       | Punkte        | Rang          | Rang |
| ------------------ | ----------------- | -------- | -------- | ---------- | ---------- | ------------- | ------------- | ---- |
| Männer             |                   |          |          |            |            |               |               |      |
| Yona Knight-Wisdom | Kunstspringen 3 m | 382,90   | 14       | 412,40     | 13         | ausgeschieden | ausgeschieden | 13   |